# Wassili Walerianowitsch Weber
Wassili Walerianowitsch Weber (russisch Василий Валерианович Вебер; * 31. Dezember 1899jul. / 12. Januar 1900greg. in Tiflis; † 9. Februar 1987 in Moskau) war ein russischer Geologe.

## Leben
Webers Eltern waren der Geologe Walerian Nikolajewitsch Weber und die Lehrerin Jelena Wassiljewna geborene Bekarjukowa (1873–1942). Die Familie zog nach Webers Geburt nach St. Petersburg um. Dort besuchte Weber ab 1910 das Petrograd-Gymnasium mit gemeinsamem Unterricht, das er 1918 nach der Oktoberrevolution mit einer Goldmedaille verließ. Darauf studierte er am Petrograder Bergbau-Institut in der Geologie-Abteilung der Fakultät für Geologie und Prospektion mit Abschluss 1924. Schon während des Studiums nahm er an Explorationsarbeiten am Swir, im Uchta-Gebiet, im Petschory-Gebiet, im Kusbass und unter Kasimir Petrowitsch Kalizki im Grosny-Erdölgebiet teil.
Nach dem Studium arbeitete Weber in der Kohle-Sektion des Geolkom (Geologisches Komitee des Allrussischen Geologischen Instituts). 1928 wurde er dort Seniorgeologe der Erdöl-Sektion. Nach Auflösung des Geolkom 1929 wurde er in das 1930 gegründete Allrussische Forschungsinstitut für geologische Prospektion (WNIGRI) übernommen. Während des Deutsch-Sowjetischen Krieges leitete er 1942 die Erdölexpedition im Gebiet südlich der Emba. 1946 wurde er Seniorwissenschaftler des WNIGRI (bis 1984). Webers Untersuchungen führten zur Eröffnung vieler Erdölfelder in Aserbaidschan. Weber leitete die Arbeiten zur Erstellung der geologischen und tektonischen Karte der Erdöl- und Erdgasgebiete. Er war Doktor der geologisch-mineralogischen Wissenschaften. Er war Autor vieler Fachaufsätze.

## Ehrungen, Preise
- Auszeichnung im Sozialistischen Wettbewerb des Volkskommissariats für Erdöl (1940)
- Stachanowez (1941, dreimal)
- Medaille „Für heldenmütige Arbeit im Großen Vaterländischen Krieg 1941–1945“ (1945)
- Ehrenzeichen der Sowjetunion (1948)
- Leninorden (1953)
- Jubiläumsmedaille „Zum Gedenken an den 100. Geburtstag von Wladimir Iljitsch Lenin“ (1970)
- Verdienter Geologe der RSFSR (1980)
- Medaille „Veteran der Arbeit“ (1980)
- Gubkin-Preis der Akademie der Wissenschaften der UdSSR (1984)
- Medaille „40. Jahrestag des Sieges im Großen Vaterländischen Krieg 1941–1945“ (1985)